# Southern Yacht Club

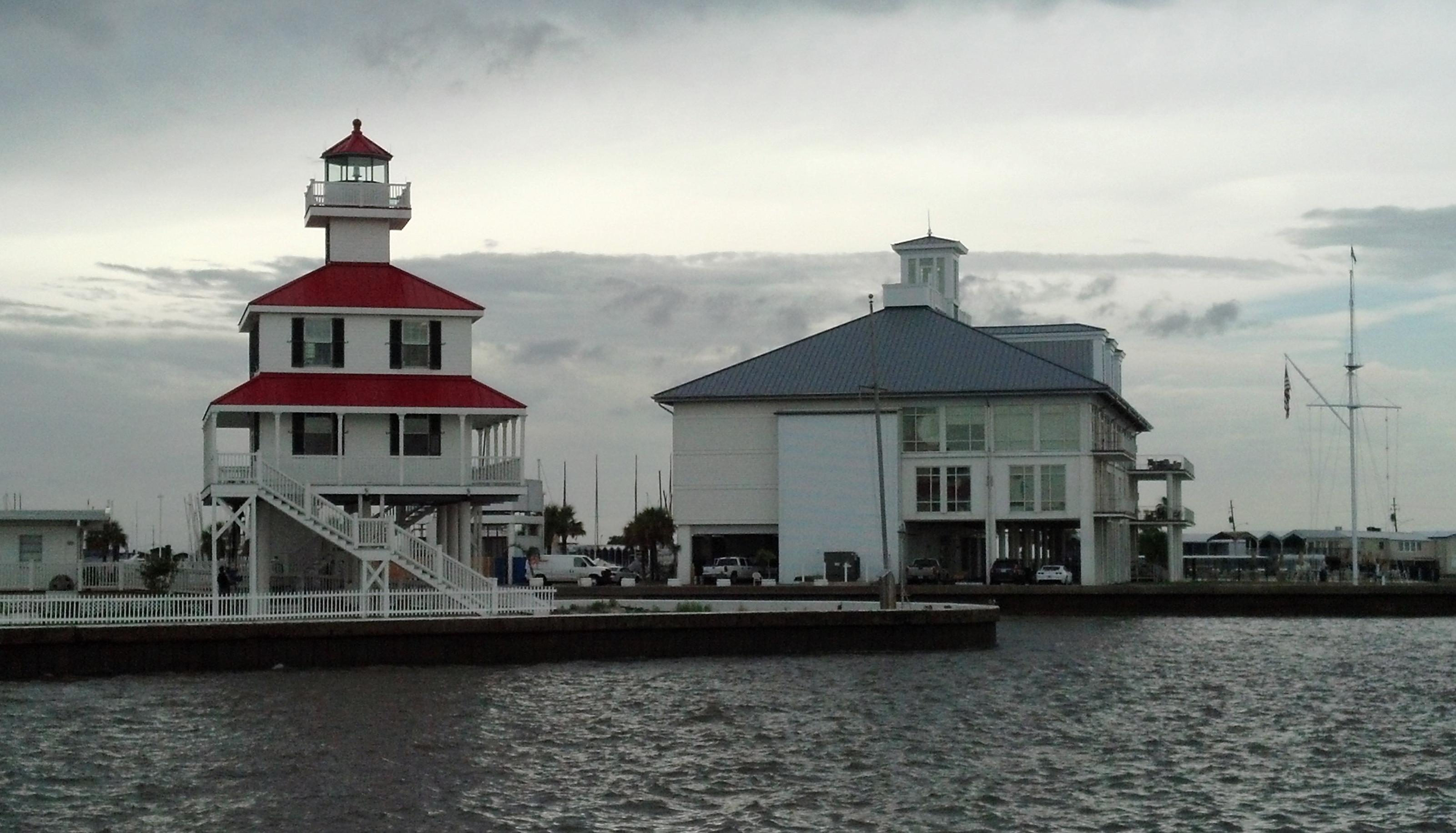
Hafenleuchturm links, neues Clubhaus rechts, 2013

Der Southern Yacht Club ist der zweitälteste Yacht-Club der Vereinigten Staaten. Er wurde 1849 gegründet und befindet sich in New Orleans am Lake Pontchartrain.

## Geschichte
Der Club wurde am 21. Juli 1849 in Pass Christian in Harrison County (Mississippi) am Golf von Mexiko gegründet und das Pass Christian Hotel wurde in den Folgejahren der Hauptsitz des Vereins. 1857 zog man nach New Orleans und hielt die Regatten auf dem Lake Pontchartrain. Nach dem Amerikanischen Bürgerkrieg wurde der Club neu organisiert und ein neues Clubhaus gebaut. 1899 folgte die Errichtung eines größeren Clubhauses unter der Leitung von Commodore Albert Baldwin. Regatten weiterhin jährlich auf dem See mit der Flotte im Wettbewerb jeden Sommer in Interclub-Rennen an der Golfküste. Das Clubhaus wurde 1899 und 1920 umfassend erweitert und renoviert. 1949 wurde es durch eine moderne Beton- und Stahlkonstruktion ersetzt, die man dann 1960 und 1980 erweiterte. Eine weitere Erweiterung war für das Jahr 2005 geplant, doch der Hurrikan Katrina richtete verheerende Zerstörungen an und letztlich brannte es unkontrolliert nieder.
Unter der Leitung von Commodore Ewell Potts III und Hjalmar Breit entstand eine vorläufige Anlage. Schließlich wurde das vierte Clubhaus am 12. September 2009 eingeweiht.